# Sárközy Aurél
Nadasdi Sárközy Aurél (Pettend, 1845. június 12. – Pettend, 1916. július 7.) főispán, országgyűlési képviselő.

## Élete
Sárközy Kázmér alnádornak és telegdi Csanády Johannának fia. Sárközy Albert Somogy vármegye 48-as főispánjának unokaöccse. 
1869-től Fejér vármegye tiszteletbeli aljegyzője, 1872. április 8-tól tiszteletbeli főjegyzője, majd 6 évig szolgabíró lett. 1878-1885 között a csákvári, majd a karcagi kerület országgyűlési képviselője. 1885 májusától Fejér vármegye alispánja, majd 1894. augusztus 10-től Komárom vármegye és Komárom szabad királyi város főispánjává nevezték ki. 1893. április 12-től császári és királyi kamarás.
1902. június 27-től a drégelypalánki református egyházmegye világi gondnoka és a vértesaljai református egyházmegye tanácsbírája volt. A Fejérvármegyei és Székesfejérvár városi történelmi s régészeti egylet egyik alelnöke volt.
A kápolnásnyéki csaladi sírboltban nyugszik.

## Elismerései
- 1892. július 26. Vaskoronarend III. osztályának lovagja
- 1897. szeptember 15. porosz királyi koronarend II. osztályának vitéze (II. Vilmos német császártól a tatai hadgyakorlatok alkalmával)
- 1897. szeptember 15. Ferenc József-rend középkeresztje
- 1905. november 10. Magyar Királyi Szent István-rend kiskeresztje
- A porosz Johannita-rend tiszteletbeli lovagja

## Művei
Országgyűlési beszédei a Naplókban találhatóak.